# Теодосија
Теодосија (грч. Θεοδόσια) је насељено место у општини Кукуш у периферији Средишња Македонија, Грчка. Према попису из 2021. године било је 147 становника.
Према бугарском географу и историчару, Василу Канчову, у Теодосији је 1900. године живело 800 Турака. Године 1924. турско становништво је принудно исељено у Турску а на њихово место су насељене грчке избегличке породице. На попису из 1928. године Теодосија је имала 423 становника. Село се раније звало Хаџи Бајрамли.